# Reprezentacja Argentyny w piłce siatkowej mężczyzn

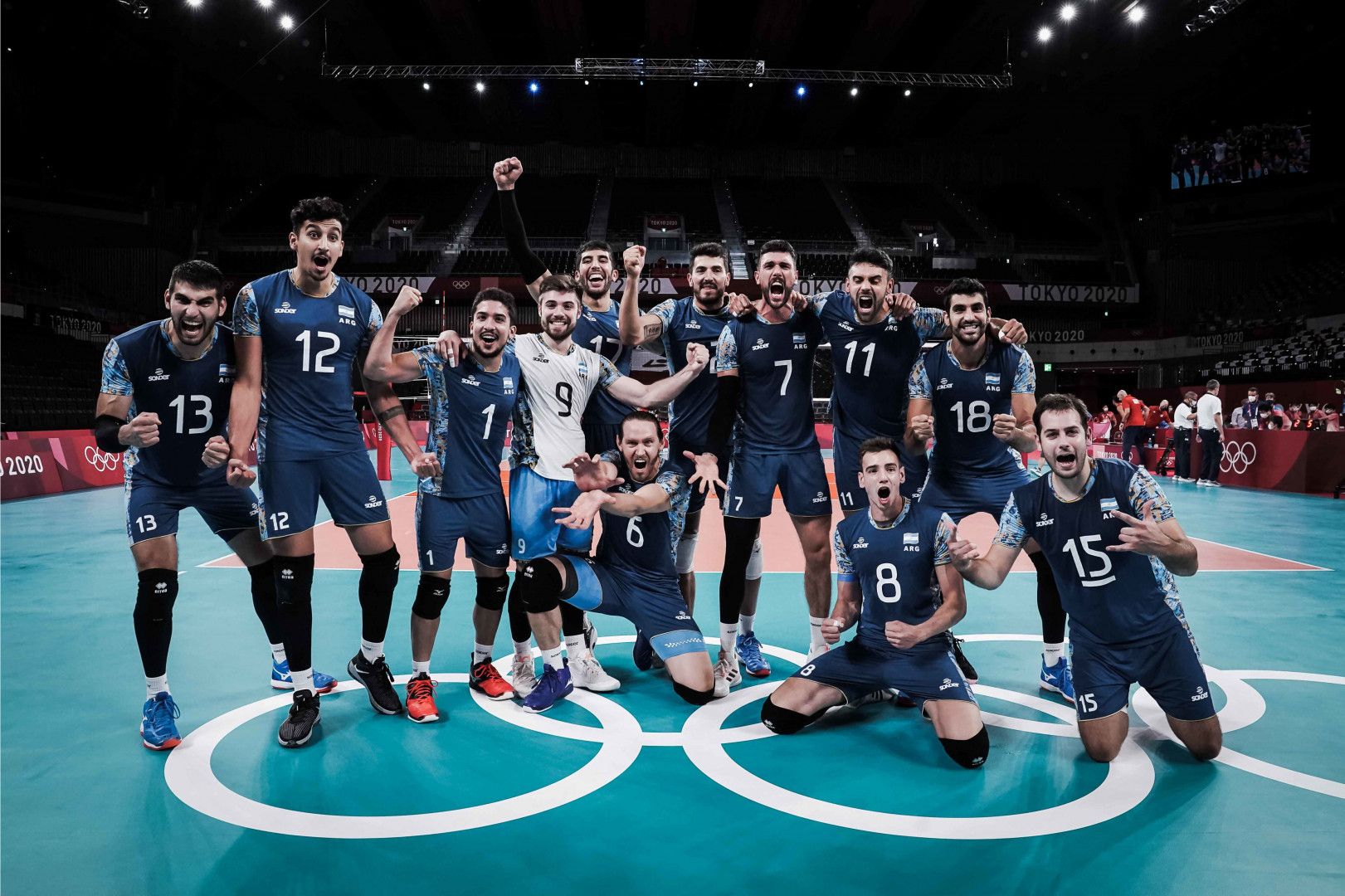
Reprezentacja Argentyny na Igrzyskach Olimpijskich w Tokio 2020

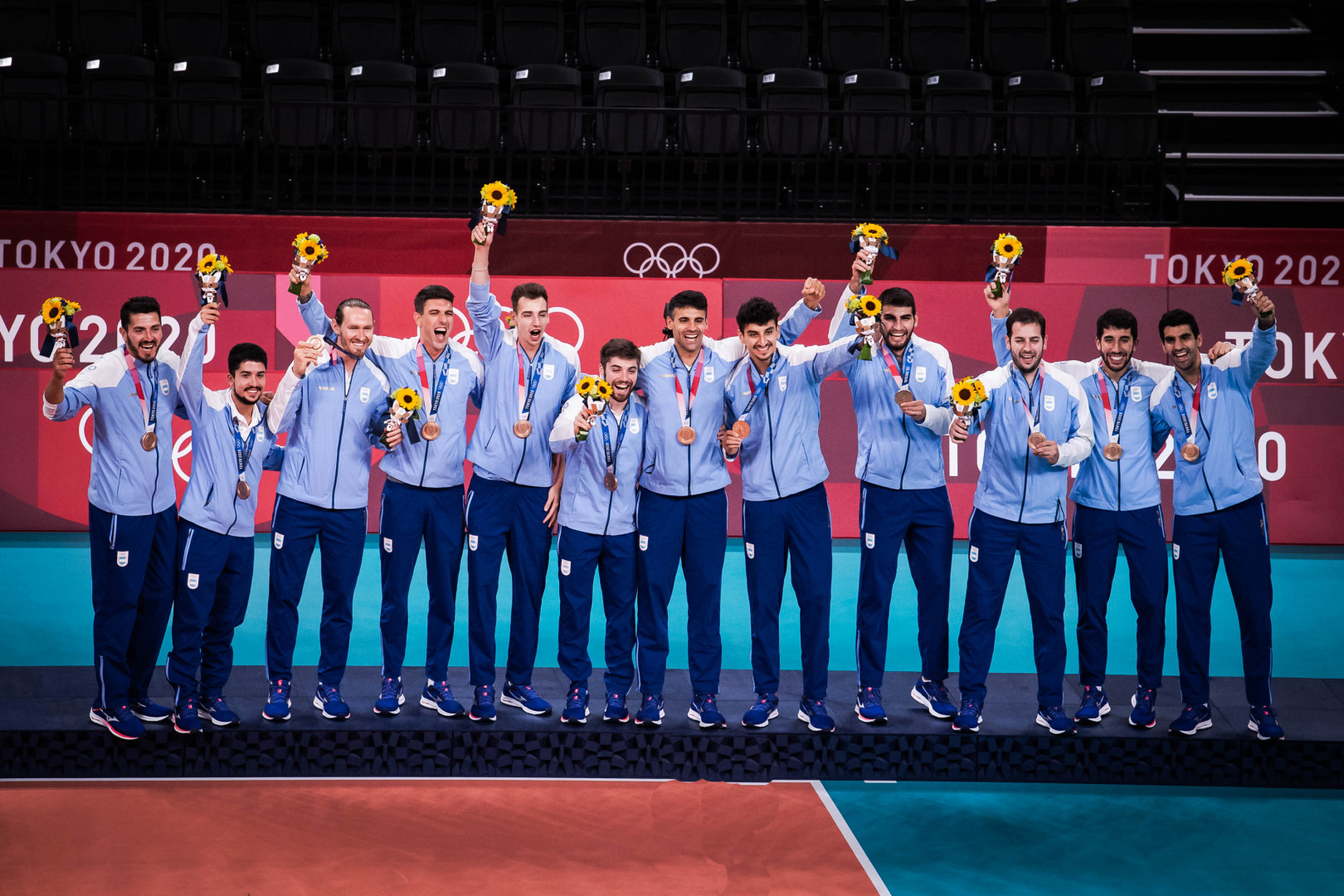
Reprezentacja Argentyny z brązowymi medalami Igrzysk Olimpijskich 2020

Reprezentacja Argentyny w piłce siatkowej mężczyzn jest narodową drużyną Argentyny reprezentującą ten kraj w rozgrywkach międzynarodowych i spotkaniach towarzyskich.

## Trenerzy
| Lata      | Imię i nazwisko    |
| --------- | ------------------ |
| 1993–1999 | Daniel Castellani  |
| 2000−2002 | Carlos Getzelevich |
| 2004–2005 | Fabián Armoa       |
| 2006–2008 | Jon Uriarte        |
| 2009−2013 | Javier Weber       |
| 2014–2018 | Julio Velasco      |
| 2018–     | Marcelo Méndez     |

## Szeroki skład reprezentacji Argentyny naLigę Narodów 2025[2]
| Nr | Imię i nazwisko      | Data urodzenia | Wzrost | Klub (Sezon 2024/2025)     | Pozycja              |
| -- | -------------------- | -------------- | ------ | -------------------------- | -------------------- |
| 1  | Matías Sánchez       | 20.09.1996     | 173 cm | Ślepsk Malow Suwałki       | rozgrywający         |
| 2  | Lucas Conde          | 06.10.2004     | 193 cm | Paris Volley               | przyjmujący          |
| 3  | Jan Martínez Franchi | 28.01.1998     | 190 cm | Tourcoing LM               | przyjmujący / libero |
| 4  | Joaquín Gallego      | 21.11.1996     | 204 cm | Ślepsk Malow Suwałki       | środkowy             |
| 6  | Germán Gómez         | 19.04.2003     | 191 cm | Ciudad Vóley               | atakujący            |
| 7  | Luciano Palonsky     | 08.07.1999     | 195 cm | Nippon Steel Sakai Blazers | przyjmujący          |
| 8  | Agustín Loser        | 12.10.1997     | 193 cm | Sir Susa Vim Perugia       | środkowy             |
| 9  | Santiago Danani      | 12.12.1995     | 176 cm | Fakieł Nowy Urengoj        | libero               |
| 11 | Manuel Armoa         | 01.12.2002     | 195 cm | Indykpol AZS Olsztyn       | przyjmujący          |
| 12 | Bruno Lima           | 04.02.1996     | 197 cm | Vôlei Renata/Campinas      | atakujący            |
| 13 | Pablo Urchevich      | 30.04.2001     | 189 cm | Pamesa Teruel Voleibol     | rozgrywający         |
| 16 | Pablo Kukartsev      | 25.03.1993     | 203 cm | Tourcoing LM               | atakujący            |
| 17 | Luciano Vicentín     | 04.04.2000     | 200 cm | JSW Jastrzębski Węgiel     | przyjmujący          |
| 19 | Gustavo Maciel       | 15.01.2002     | 205 cm | Ciudad Vóley               | środkowy             |
| 22 | Nicolas Zerba        | 13.06.1999     | 204 cm | PSG Stal Nysa              | środkowy             |
| 23 | Imanol Salazar       | 12.12.2003     | 202 cm | SWD Powervolleys Düren     | środkowy             |
| 29 | Ignacio Luengas      | 28.01.1996     | 197 cm | Tourcoing LM               | przyjmujący          |
| 77 | Matías Giraudo       | 13.03.1998     | 196 cm | Fakieł Nowy Urengoj        | rozgrywający         |

## Sukcesy
Igrzyska Olimpijskie:
- 1988, 2020

Mistrzostwa Świata:
- 1982

Mistrzostwa Ameryki Południowej:
- 1964, 2023[3]
- 1962, 1973, 1981, 1983, 1987, 1989, 1991, 1993, 1995, 1999, 2001, 2005, 2007, 2009, 2011, 2013, 2015, 2019, 2021
- 1961, 1971, 1975, 1977, 1985, 1997, 2003, 2017

Igrzyska Panamerykańskie:
- 1995, 2015, 2019
- 2023[4]
- 1963, 1983, 1991, 2011

Puchar Panamerykański:
- 2017, 2018
- 2010, 2012, 2015, 2016, 2019
- 2013, 2014

Puchar Ameryki:
- 1998
- 1999, 2001

## Skład naLigę Światową 2013
Trener:  Javier Weber
Asystent: Marcos Milinkovic
| Nr | Imię i nazwisko         | Data urodzenia | Wzrost (cm) | Klub                       | Pozycja      |
| 1  | Pablo Kukartsev         | 25.03.1993     | 202         | Puerto San Martin Voley    | atakujący    |
| 2  | Iván Castellani         | 19.01.1991     | 196         | PSM Voley                  | atakujący    |
| 3  | Demián González         | 21.02.1983     | 192         | UPCN Vóley Club            | rozgrywający |
| 4  | Martín Ramos            | 26.07.1991     | 199         | UPCN Vóley Club            | środkowy     |
| 5  | Nicolás Uriarte         | 21.03.1990     | 192         | PGE Skra Bełchatów         | rozgrywający |
| 6  | Cristian Poglajen       | 14.07.1989     | 195         | Sarmiento Santana Textiles | przyjmujący  |
| 7  | Facundo Conte           | 25.08.1989     | 198         | PGE Skra Bełchatów         | przyjmujący  |
| 8  | Federico Franetovich    | 13.10.1991     | 200         | Buenos Aires Unidos        | środkowy     |
| 9  | Rodrigo Quiroga         | 23.03.1987     | 190         | Vivo/Minas                 | przyjmujący  |
| 10 | Nicolas Bruno           | 24.02.1989     | 188         | Buenos Aires Unidos        | atakujący    |
| 11 | Sebastián Solé          | 12.06.1991     | 202         | Diatec Trentino            | środkowy     |
| 12 | Federico Pereyra        | 19.06.1988     | 200         | Noliko Maaseik             | atakujący    |
| 13 | Tomas Ruiz              | 16.04.1992     | 175         | Velez Sarsfield Club       | libero       |
| 14 | Pablo Crer              | 12.06.1989     | 205         | Villa Maria Volley         | środkowy     |
| 15 | Luciano De Cecco        | 2.06.1988      | 193         | Copra Elior Piacenza       | rozgrywający |
| 16 | Alexis González         | 21.07.1981     | 184         | Personal Bolívar           | libero       |
| 17 | Bruno Romanutti         | 5.07.1989      | 194         | Effector Kielce            | atakujący    |
| 18 | Facundo Santucci        | 6.03.1987      | 186         | Club Atletico Boca Juniors | libero       |
| 19 | Maximiliano Gauna       | 29.04.1989     | 197         | Sarmiento Santana Textiles | środkowy     |
| 20 | Pablo Bengolea          | 8.05.1986      | 195         | UPCN Vóley Club            | przyjmujący  |
| 21 | Juan Ignacio Finoli (K) | 5.11.1991      | 189         | Club de Amigos             | rozgrywający |
| 22 | Guillermo Garcia        | 21.09.1983     | 193         | Personal Bolívar           | atakujący    |

## Skład naLigę Światową 2011
Trener:  Javier Weber
Asystent:  Flavio Leoni
| Nr | Imię i nazwisko       | Data urodzenia | Wzrost (cm) | Klub                       | Pozycja      |
| 1  | Gabriel Adrián Arroyo | 03.03.1977     | 194         | Drean Bolívar              | środkowy     |
| 2  | Federico Martina      | 02.11.1992     | 202         | Rosario Sonder Club        | środkowy     |
| 3  | Pablo Guzman          | 06.04.1988     | 193         | River Plate                | przyjmujący  |
| 4  | Lucas Ocampo          | 20.03.1986     | 196         | Drean Bolívar              | przyjmujący  |
| 5  | Nicolás Uriarte       | 21.03.1990     | 190         | Megius Roma Volley         | rozgrywający |
| 6  | Gustavo Scholtis      | 16.12.1982     | 206         | La Unión Formosa           | atakujący    |
| 7  | Facundo Conte         | 25.08.1989     | 198         | Lube Banca Marche Macerata | przyjmujący  |
| 8  | Demián González       | 21.02.1983     | 192         | UPCN Vóley Club            | rozgrywający |
| 9  | Rodrigo Quiroga (K)   | 23.03.1987     | 190         | Iraklis Saloniki           | przyjmujący  |
| 10 | Diego Bonini          | 24.08.1978     | 200         | Boca Juniors               | atakujący    |
| 11 | Sebastian Solé        | 12.06.1991     | 202         | Drean Bolivar              | środkowy     |
| 12 | Federico Pereyra      | 19.06.1988     | 200         | Drean Bolivar              | atakujący    |
| 13 | Cristian Poglajen     | 14.07.1989     | 195         | Villa María Club           | przyjmujący  |
| 14 | Pablo Crer            | 12.06.1989     | 205         | Villa Maria Voley          | środkowy     |
| 15 | Luciano De Cecco      | 02.06.1988     | 193         | Drean Bolivar              | rozgrywający |
| 16 | Alexis Gonzalez       | 21.07.1981     | 184         | Tours VB                   | libero       |
| 17 | Mariano Giustiniano   | 04.04.1986     | 189         | Boca Juniors               | przyjmujący  |
| 18 | Franco López          | 04.02.1989     | 187         | Villa María Voley          | libero       |
| 19 | Maximiliano Gauna     | 29.04.1989     | 197         | VfB Friedrichshafen        | środkowy     |